# Тетеркіна
Тете́ркіна (рос. Тетёркина) — присілок у складі Омутинського району Тюменської області, Росія.
Населення — 11 осіб (2010, 5 у 2002).
Національний склад станом на 2002 рік:
- росіяни — 60 %
- німці — 40 %